# Daniel Branca
 (janvier 2019).
Si vous disposez d'ouvrages ou d'articles de référence ou si vous connaissez des sites web de qualité traitant du thème abordé ici, merci de compléter l'article en donnant les références utiles à sa vérifiabilité et en les liant à la section « Notes et références ».
Daniel Branca est  un dessinateur de bandes dessinées argentin né le 7 décembre 1951 et décédé le 28 janvier 2005.

## Biographie
Né à Buenos Aires en 1951, Branca s'intéresse rapidement au dessin. Il commence sa carrière à 14 ans dans un magazine pour enfant. À 16 ans, il trouve un emploi comme assistant animateur dans une société publicitaire.
Durant les années 1970, il travaille avec Oscar Fernández sur de nombreuses bandes dessinées pour différents magazines argentins tels que « El Sátiro Virgen », « El Mono Relojero ». Ces années montrent clairement que le style graphique de Branca est très énergique et élastique[réf. nécessaire].
En 1976, Branca et Fernández déménagent en Espagne. Après avoir travaillé avec ce dernier sur Caramelot, Branca se lance dans l'illustration de bandes dessinées Disney pour le groupe danois Egmont, principalement sur des histoires de Donald Duck et de l'univers des canards de Disney.
Branca devient l'un des dessinateurs les plus productifs et reconnus de Disney durant les années 1980 et 1990[réf. nécessaire]. L'une de ses spécialités était les portraits du chien de Donald, Bolivar.
Branca déménage ensuite à Paris puis Majorque avant de retourner à Buenos Aires en 1995. C'est à cette époque qu'il réalise la série Montana.
En 2005, Branca décède à l'âge de 53 ans d'un infarctus du myocarde.